# La Cort (partida)
La Cort és una partida de l'Horta de Lleida, de Lleida.
Limita:
- Al nord amb la partida de Marimunt.
- A l'est amb la partida de Serrallonga (Lleida).
- Al sud-est amb la partida de Jesuset.
- Al sud amb el barri d'El Secà de Sant Pere.
- A l'oest amb la partida de Balàfia (partida).